# خانه صاحب علم
خانه صاحب علم مربوط به دوره پهلوی اول است و در مشهد، خیابان خسروی، بازار سرشور، سر شور۱۴ واقع شده و این اثر در تاریخ ۱۲ تیر ۱۳۸۴ با شمارهٔ ثبت ۱۲۰۶۳ به‌عنوان یکی از آثار ملی ایران به ثبت رسیده است.